# Atlético Venezuela
Atlético Venezuela war ein venezolanischer Fußballverein aus Caracas. Der Verein wurde 2009 gegründet und trug seine Heimspiele im Estadio Brígido Iriarte aus, das Platz für 10.000 Zuschauer bietet. Atlético Venezuela spielte zuletzt in der Primera División, der höchsten Spielklasse in Venezuela, und wurde 2022 aufgelöst.

## Geschichte
Atlético Venezuela wurde am 15. August 2008 als UNEFA CF in Maiquetía, einer Küstenstadt im Norden Venezuelas, gegründet. Der als Armeeclub gegründete Verein existierte jedoch nicht lange und wurde schon bald wieder aufgelöst. 2009 erfolgte die Neugründung als Atlético Venezuela. Vom venezolanischen Fußballverband wurde der neu gegründete Verein in die zweitklassige Segunda División eingestuft, die man bereits in der ersten Saison gewann, wobei der Sieg im Torneo Clausura mit ausschlaggebend war für den Aufstieg in die Primera División. Dort belegte man in der ersten Halbjahressaison, der Apertura 2010/11, den vierzehnten Platz. Das Torneo Clausura beendete man auf dem siebzehnten und letzten Tabellenrang, war damit Vorletzter in der Gesamttabelle und stieg dadurch nach nur einem Jahr Erstklassigkeit wieder in die Segunda División ab. Atlético Venezuela gelang anschließend der direkte Wiederaufstieg und man etablierte sich in der höchsten Liga. Es gelang die Qualifikation zur Copa Sudamericana 2017, bei der Atlético Venezuela in der ersten Runde gegen den CD Palestino aus Chile nach Elfmeterschießen ausschied. Nach weiteren Jahren in der ersten Liga konnte der Klub aufgrund des Weggangs vieler Spieler 2021 nicht mehr antreten und wurde infolgedessen aufgelöst.

## Erfolge
- Segunda División: 2× (2009/10) (2011/12)